# Герб Коропця
Герб Коропця — символ селища міського типу Коропець Чортківського району Тернопільської області. Герб є промовистим.

## Сучасний герб
Сучасний герб Коропця затверджений на VIII сесії Коропецької селищної ради ІІІ (ХХІІІ) скликання рішенням № 91 від 10 вересня 1999 року.
Автор проекту — А. Гречило. 

## Опис (блазон)
У синьому полі срібна шипоподібна балка, вгорі — золотий хрест із розширеними раменами над срібним півмісяцем, внизу — золотий (короп). 
Герб вписаний у декоративний картуш, увінчаний срібною міською короною.

## Зміст
Хрест над півмісяцем відображає роль містечка як оборонного укріплення. Короп вказує на назву селища. Срібна геральдична балка символізує річку Коропець.
Срібна міська корона підкреслює статус міського поселення (селища міського типу).